# Embalse El Hato
El parque embalse El Hato es un cuerpo hídrico del departamento de Cundinamarca, Colombia. Está ubicado a unos 130 kilómetros de Bogotá, enclavado entre las veredas El Hato, Corralejas y Llano Grande. Almacena el caudal del río Hato y abastece de agua los municipios de Carmen de Carupa y la Villa de San Diego de Ubaté.
Cuenta con 130 ha y un sector turístico donde se puede practicar ecoturismo, pesca deportiva y deportes acuáticos. 

## Características
Se adquirió los terrenos en 1985 con el fin de que se regulara el recurso hídrico del río Hato para abastecer los acueductos municipales de Ubaté y Carmen de Carupa. La temperatura promedio es de 13°. Entre los árboles están el pino y las mirlas.

## Ecoturismo
El embalse El Hato cuenta con grandes espacios para zonas de camping (de 10 a 12 carpas) y actividades como deportes acuáticos, quioscos para asados, caminos, aire puro y disfrute de paisajes, además cuenta con sitios para el alojamiento.

## Ubicación
A 75 km y 2 horas de Bogotá, por la salida norte tomando la Ruta Nacional 45A, hasta Ubaté, desde donde se debe tomar la carretera que comunica con la población de Carmen de Carupa.